# جامع مجيد بك
جامع مجيد بك، وهو من مساجد العراق التاريخية الأثرية في قضاء خانقين في محافظة ديالى، ولقد شيد وبني عام 1318هـ/1901م، من قبل الحاج (مجيد بك الأربيلي) وهو أحد وجهاء وأغنياء مدينة خانقين في عهد الدولة العثمانية، وتبلغ مساحته 600م2 تقريباً، ولقد أجريت عليهِ أعمال الصيانة والترميم في عام 1414هـ/ 1994م، ويحتوي الجامع على حرم واسع يتسع لأكثر من 500 مصل، وتعلو الحرم قبة بيضوية وبجانبها منارة ذات حوض واحد، ويوجد في الجامع بئر ماء (سبيل خانة)، ولقد نفع هذا البئر أهالي المنطقة كثيراً أيام الأزمات والحروب التي مرت بها في العقود الأخيرة.
ولقد خضع الجامع للصيانة من قبل ديوان الوقف السني في العراق عام 2008م، ومن أشهر من تقلد منصب الإمامة والخطابة فيه الشيخ عارف يحيى، حيث كان مفتي خانقين في الخمسينيات من القرن العشرين، ومن بعدهِ الشيخ عبد الكريم رستم، ويشغل منصب الإمامة فيهِ الشيخ آزاد عارف منذ عام 2003م.
تقام في الجامع حالياً صلاة الجمعة وصلاة العيدين والصلوات الخمس المكتوبة.